# Senato

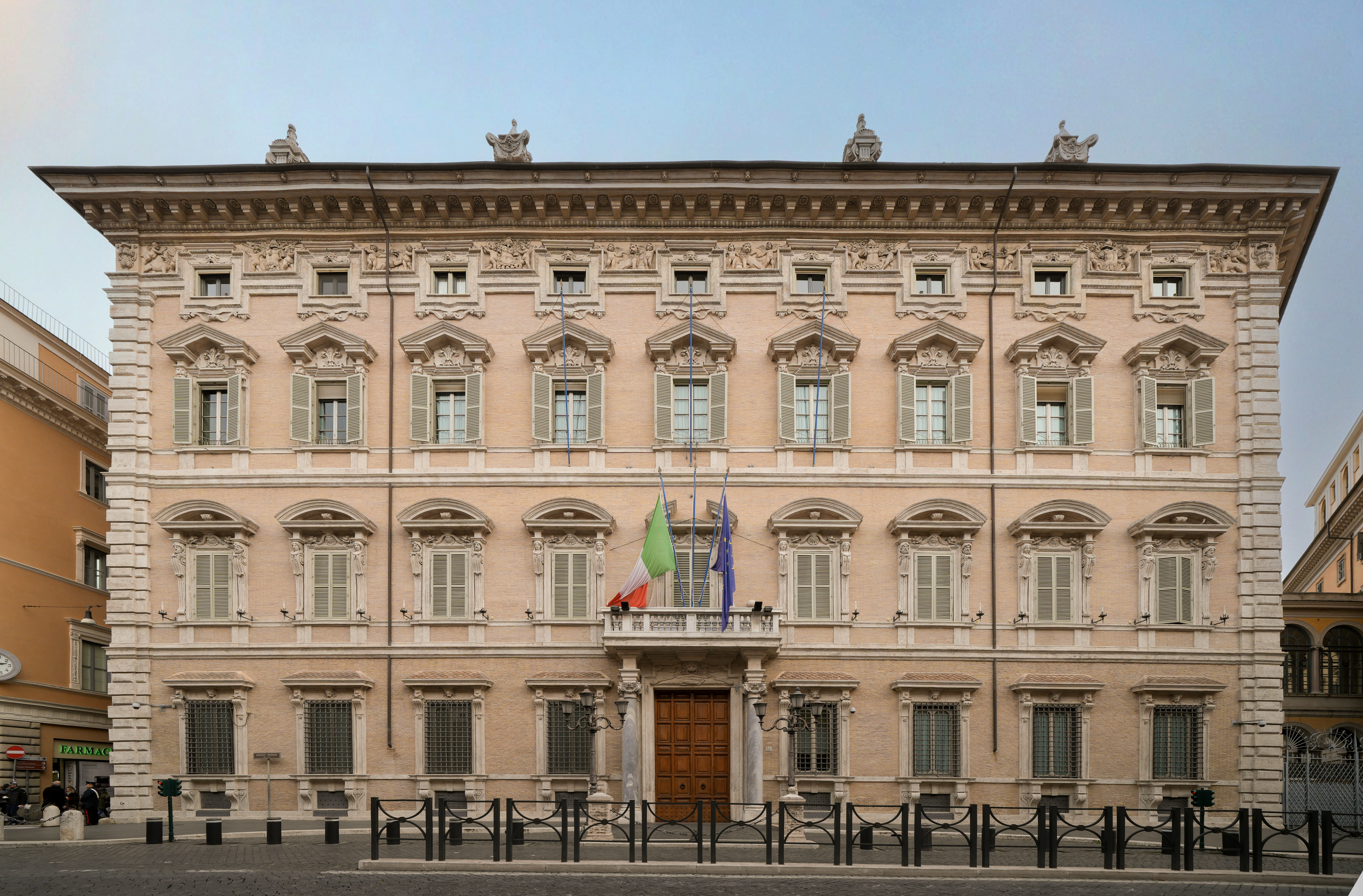
Palazzo Madama, sede del Senato della Repubblica, a Roma

Senato è il nome che, nel parlamento della maggior parte degli ordinamenti bicamerali, è attribuito a una delle due camere e, precisamente, alla cosiddetta camera alta.

## Etimologia
Il nome deriva da quello del Senato romano e nella storia, prima di giungere ad indicare una delle camere del parlamento, è stato largamente usato per designare collegi statali di vario tipo, per lo più investiti di funzioni consultive nei confronti del sovrano o degli organi di governo (come il Senato della Repubblica di Venezia) o, talora, di funzioni giurisdizionali (come il Senato di Milano). Il primo uso del termine per designare la camera alta risale alla Costituzione degli Stati Uniti, in seguito imitata da moltissime altre.
I membri del senato sono detti senatori.

## Il senato come camera alta
In molte monarchie costituzionali ottocentesche la camera alta non era costituita su base elettiva, ma vi si accedeva a titolo ereditario, per aver ricoperto taluni elevati uffici (anche ecclesiastici) o per nomina regia. Questa composizione era funzionale al ruolo di camera di moderazione attribuito a tale assemblea, che veniva così a contrapporsi alla camera bassa elettiva e, quindi, più sensibile alle istanze popolari. Negli Stati attuali questo dualismo è stato abbandonato; la camera alta è nella maggior parte dei casi elettiva (con la notevole eccezione della Camera dei lord britannica e di alcuni Stati ex domini britannici, come il Canada) anche se con modalità differenziate rispetto alla camera bassa, ad esempio prevedendo un'età minima più elevata per votare o essere eletti, un diverso sistema elettorale, diversi collegi elettorali; in alcuni ordinamenti (ad esempio, in Francia) la camera alta è eletta in modo indiretto, dai cosiddetti grandi elettori, a loro volta eletti dal popolo.

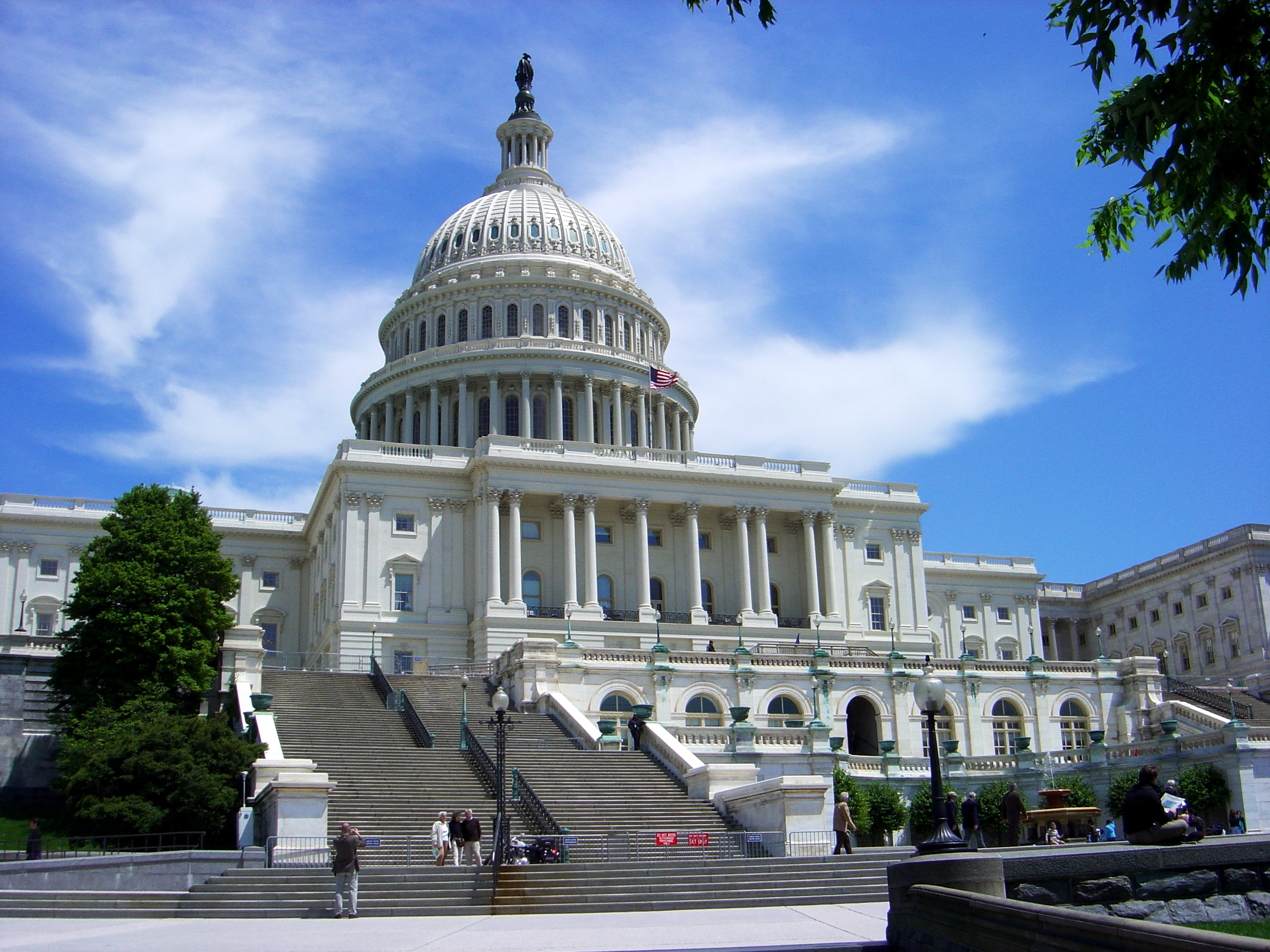
Il Campidoglio, sede del Senato statunitense, a Washington

Nella maggior parte degli Stati odierni la camera alta ha minori poteri rispetto alla camera bassa, soprattutto in relazione al rapporto fiduciario con il governo (nei sistemi parlamentari e semipresidenziali) e alle funzioni legislative (si parla in questo caso di bicameralismo imperfetto); un'eccezione è rappresentata dal Senato statunitense, investito di particolari poteri nei confronti dell'esecutivo, il più rilevante dei quali è l'approvazione delle nomine decise dal Presidente. L'Italia è uno dei pochissimi ordinamenti in cui le due camere hanno identici poteri (bicameralismo perfetto). In tutti gli ordinamenti, con l'unica eccezione di quello britannico, la camera alta ha un numero minore di membri rispetto alla camera bassa.
Nei sistemi federali e negli Stati regionali la camera alta ha solitamente la funzione di rappresentare i singoli Stati o regioni, mentre la camera bassa rappresenta la collettività nazionale nel suo complesso. Per questo motivo i membri della camera alta sono eletti su base statale o regionale (ad esempio, negli Stati Uniti d'America, due per ogni Stato) o addirittura dalle assemblee dei singoli Stati o regioni. In alcune federazioni anche i singoli Stati federati hanno parlamenti bicamerali (così negli Stati Uniti d'America, dove la stragrande maggioranza degli Stati ha un Senato).

## Ruolo nell'equilibrio dei poteri
L’Associazione dei Senati d’Europa sostiene che «il “DNA” dei Senati è nella loro maggiore indipendenza e nel loro ruolo moderatore. I deputati sono chiamati a organizzare il dibattito legislativo e di controllo sul crinale comune a tutte le democrazie parlamentari: sostegno o opposizione all’azione del governo; dal punto di vista istituzionale, sono maggiormente sottoposti alla disciplina di partito. I senatori possono così rappresentare una forza di proposta e di riflessione, individuando in modo obiettivo le sfide del momento ma anche delineando prospettive per il futuro con un certo distacco dalle pulsioni del momento. Il bicameralismo illustra tale indispensabile complementarità che consente di migliorare il controllo dell’azione di governo. Esso contribuisce in tal modo all’equilibrio tra i poteri, vigilando sulla qualità della legge e sul rispetto dello Stato di diritto e dei diritti fondamentali».

## Altri significati
In Germania, il termine Senat, equivalente all'italiano senato, non indica l'organo legislativo ma quello esecutivo nelle città-stato (Stadtstaaten) di Amburgo, Brema e Berlino; è presieduto da uno dei borgomastri e i suoi membri, con funzioni analoghe a quelle di un ministro, sono detti Senatoren (senatori). Sempre in Germania il termine Senat è utilizzato per designare le sezioni delle corti supreme.
Nel Granducato di Finlandia, dal 1816 al 1917, il Senato imperiale finlandese (Keisarillinen Suomen senaatti), presieduto dal Governatore generale, rappresentante del sovrano (lo Zar di Russia), univa le funzioni di consiglio dei ministri a quelle di corte suprema. Rimase in vita nella neonata Repubblica di Finlandia fino al 1918.
In certi ordinamenti, tra cui quello italiano, il senato accademico è un organo collegiale di un'università o analoga istituzione accademica con funzioni variabili, di solito comprendente il rettore o l'organo equivalente e i rappresentanti del corpo docente e/o i docenti che dirigono facoltà, dipartimenti o analoghe articolazioni dell'ateneo, cui si possono aggiungere rappresentanti delle altre componenti dell'università, quali studenti o personale non docente. Nelle università italiane esiste inoltre il senato degli studenti, organo collegiale che riunisce i rappresentanti degli studenti nei vari organi dell'ateneo (senato accademico, consigli di facoltà ecc.) con funzioni di coordinamento tra gli stessi.

## Nella cultura di massa
Nell'universo fantascientifico di Guerre stellari, il Senato Galattico è la sede del governo galattico (camera unica), dove i senatori sono tenuti a votare qualsiasi decisione.